# Upper Island Bay
Upper Island Bay – zatoka (ang. bay) w zachodniej części zatoki Jordan Bay w kanadyjskiej prowincji Nowa Szkocja, w hrabstwie Shelburne; nazwa urzędowo zatwierdzona 27 sierpnia 1975.